# P.G. Libertas
Palestra Ginnastica Libertas, còn được gọi là PG Libertas, là một câu lạc bộ bóng đá Ý  đến từ Florence. Câu lạc bộ thành lập năm 1912. Câu lạc bộ tồn tại trong một thời gian ngắn, kéo dài hơn một thập kỷ trước khi sáp nhập với câu lạc bộ Florence CS Firenze vào năm 1926 để thành lập AC Fiorentina, một trong những lực lượng thống trị nhất của Serie A cho đến ngày nay.